# Mario (film 2018)
Mario è un film del 2018 diretto da Marcel Gisler.

## Trama
Mario è un giovane e promettente calciatore, che aspira ad entrare nell'under 21 del club svizzero Young Boys, spinto dalle ambizioni del padre che vede nel figlio il talento che lui non ha mai avuto. L'arrivo in squadra dell'attaccante tedesco Leon scombussola le cose. I due ragazzi iniziano a condividere un appartamento durante i ritiri e giorno dopo giorno tra loro nasce una forte attrazione e un tenero sentimento. Nonostante la segretezza e i sotterfugi, le voci iniziano a circolare negli spogliatoi e nel team, rischiando di compromettere l'intensa storia d'amore tra i due ragazzi e le loro carriere sportive.

## Produzione
Il film è stato girato in Svizzera, nella località di Berna, Soletta e Thun, e in Germania ad Amburgo.
Il club calcistico degli Young Boys ha messo a disposizione della produzione lo stadio, l'autobus, il logo e le divise.

## Distribuzione
Il film è stato distribuito in Svizzera il 22 febbraio 2018. Successivamente è stato presentato in alcuni festival cinematografici a tematica LGBT, tra cui Lovers Film Festival - Torino LGBTQI Visions e BFI Flare: London LGBT Film Festival.

## Riconoscimenti
- 2018 - Premio del cinema svizzero
  - Miglior attore a Max Hubacher
  - Miglior attrice non protagonista a Jessy Moravec
  - Candidatura per il Miglior film
  - Candidatura per la Miglior sceneggiatura
- 2018 - Bolzano Film Festival
  - Premio del pubblico Città di Bolzano[2]